# Дагестанська
Дагестанська (рос. Дагестанская; адиг. Дэгъыстан) — станиця Майкопського району Адигеї Росії. Входить до складу Краснооктябрського сільського поселення.
Населення —  513 осіб (2015 рік). 